# Nesogordonia leplaei
Nesogordonia leplaei är en malvaväxtart som först beskrevs av François Marie Camille Vermoesen, och fick sitt nu gällande namn av René Paul Raymond Capuron. Nesogordonia leplaei ingår i släktet Nesogordonia och familjen malvaväxter. Inga underarter finns listade i Catalogue of Life.